# Carex monodynama
Carex monodynama är en halvgräsart som först beskrevs av August Heinrich Rudolf Grisebach, och fick sitt nu gällande namn av Gerald A. Wheeler. Carex monodynama ingår i släktet starrar, och familjen halvgräs. Inga underarter finns listade i Catalogue of Life.